# Anton von Heffter
Anton von Heffter (* 15. Juni 1777 in Salzburg; † 26. Juni 1844 Salzburg) war von 1818 bis 1831 der erste Bürgermeister der Stadt Salzburg nach der endgültigen Vereinigung des Salzburger Landes mit Österreich. In den Jahren von 1796 bis 1811 bekleidete bereits sein Vater Ignaz von Heffter dieses Amt.